# CR Atlético Catalano
Az Clube Recreativo e Atlético Catalano, röviden Atlético Catalano vagy CRAC, együttesét 1931-ben hozták létre a brazíliai Catalão településén Goiás államban. A Goiano állami bajnokság, valamint az országos bajnokság negyedosztályának, a Série D-nek tagja.

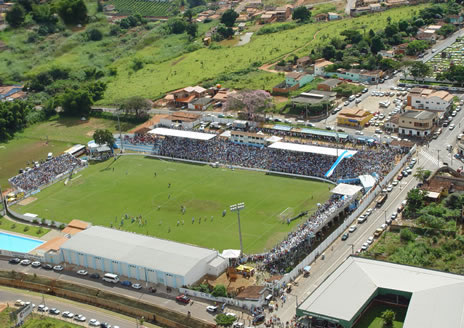
A Genervino da Fonseca stadion.

## Játékoskeret
2015-től
| # |     | Poszt | Név              |
| - | --- | ----- | ---------------- |
|   | BRA | K     | Gott             |
|   | BRA | K     | Dudu             |
|   | BRA | V     | Joao Pedro       |
|   | BRA | V     | Guerra           |
|   | BRA | V     | Luiz Fernando    |
|   | BRA | V     | Marcelo Tche     |
|   | BRA | V     | Rafael Morisco   |
|   | BRA | V     | Ronaldo Trevizan |
|   | BRA | V     | Santos           |
|   | BRA | V     | Alan             |
|   | BRA | V     | Gilton           |
|   | BRA | V     | Anelka           |
|   | BRA | KP    | Everton          |
|   | BRA | KP    | Rafael Sayao     |

| # |     | Poszt | Név              |
| - | --- | ----- | ---------------- |
|   | BRA | KP    | Assis            |
|   | BRA | KP    | Pituca           |
|   | BRA | KP    | Paulinho         |
|   | BRA | KP    | Otacílio         |
|   | BRA | KP    | Marielson        |
|   | BRA | KP    | Diego Henrique   |
|   | BRA | KP    | Dhiego Souza     |
|   | BRA | KP    | Coquinho         |
|   | BRA | KP    | Zé Neto          |
|   | BRA | CS    | Danilo Lins      |
|   | BRA | CS    | Renatinho        |
|   | BRA | CS    | Alexandre Garcia |
|   | BRA | CS    | Tatu             |
|   | BRA | CS    | Thales Lima      |